# Fatimih Dávila
Fatimih Dávila Sosa (Punta del Este, 1º febbraio 1988 – Città del Messico, 2 maggio 2019) è stata un'attrice uruguaiana, eletta Miss Universo Uruguay nel 2006 in rappresentanza di Punta del Este.
Ha quindi rappresentato l'Uruguay a Miss Universo 2006, il 23 luglio 2006 a Los Angeles, Stati Uniti d'America ed a Miss Mondo 2008 il 3 dicembre 2008 a Johannesburg, Sudafrica.
In entrambi i concorsi di bellezza però, Fatimih Dávila non è riuscita a superare le fasi preliminari della gara.
Il 2 maggio 2019 è stata trovata morta all'età di 31 anni in un hotel nel quartiere Colonia Nápoles nella Delegazione Benito Juárez a Città del Messico.